# Les Mystères d'outre-tombe
Pour plus de détails, voir Fiche technique et Distribution.
Les Mystères d'outre-tombe (Misterios de ultratumba) est un film d'épouvante mexicain réalisé par Fernando Méndez et sorti en 1959.

## Synopsis
Au XIXe siècle, deux médecins concluent un accord : le premier à mourir révélera à l'autre les mystères de l'au-delà. Tout le film est teinté de mystère, de spiritisme, de fantômes et d'épouvante.

## Fiche technique
- Titre original mexicain : Misterios de ultratumba[1],[2]
- Titre français : Les Mystères d'outre-tombe ou Au-delà de la mort[3]
- Réalisation : Fernando Méndez
- Scénario : Ramón Obón
- Photographie : Víctor Herrera
- Montage : Charles L. Kimball
- Musique : Gustavo César Carrión
- Décors : Gunther Gerszo
- Maquillage : Angelina Garibay
- Production : Alfredo Ripstein Jr., César Santos Galindo
- Société de production : Alameda Films
- Pays de production :  Mexique
- Langue originale : espagnol
- Format : Noir et blanc - 1,37:1 - Son mono - 35 mm
- Genre : Film d'épouvante
- Durée : 81 minutes
- Date de sortie : 
  - Mexique : 13 mai 1959

## Distribution
- Gastón Santos (es) : Dr. Eduardo Jiménez
- Rafael Bertrand (es) : Dr. Mazali
- Mapita Cortés : Patricia Aldama
- Carlos Ancira (es) : Elmer
- Carolina Barret (es) : La gitane
- Luis Aragón (es) : Dr. González
- Beatriz Aguirre (es) : Rosario
- Antonio Raxel (es) : Dr. Jacinto Aldama